# Культ пустоты
«Культ пустоты» — мини-альбом российской рок-группы Lumen, вышедший в 2019 году.

## Об альбоме
В состав мини-альбома вошло четыре композиции. Музыканты признавались, что у них было готово больше песен, но вместо публикации их всех в одном релизе было принято решение разделить их на несколько, каждый из которых объединён общей концепцией. «Культ пустоты» выдержан в стиле альтернативного рока. В песнях поднимаются серьёзные темы, касающиеся устройства общества и отношений между людьми.

## Рецензии
Алексей Мажаев (InterMedia) оценил «Культ пустоты» на семь звёзд из десяти. По его словам, «получился довольно бодрый макси-сингл, но те, кто тоже привык мыслить альбомами, возможно, ощутят некоторую недосказанность».

## Список композиций
| №                   | Название                | Длительность |
| ------------------- | ----------------------- | ------------ |
| 1.                  | «Культ пустоты»         | 3:10         |
| 2.                  | «Тем, кто топчет землю» | 4:53         |
| 3.                  | «Улей»                  | 3:25         |
| 4.                  | «Нейрошунт»             | 3:54         |
| Общая длительность: | Общая длительность:     | 15:23        |